# Arare (cacciatorpediniere)
L'Arare (霰? lett. "Grandine") è stato un cacciatorpediniere della Marina imperiale giapponese, nona unità della classe Asashio. Fu varato nel novembre 1937 dal cantiere di Maizuru.
Assegnato alla 18ª Divisione poco prima dell'inizio delle ostilità nel Pacifico, fu tra i cacciatorpediniere inclusi nella 1ª Flotta aerea del viceammiraglio Chūichi Nagumo e rimase al fianco delle portaerei dall'attacco di Pearl Harbor alla fine dell'aprile 1942. Schierato per la battaglia delle Midway (4-6 giugno) non vide alcuna azione e, a fine mese, intraprese con le unità gregarie una missione di scorta alla volta della remota isola di Kiska. Poco al largo della sua costa orientale, il 5 luglio 1942, fu attaccato dal sommergibile USS Growler e saltò in aria dopo essere stato colpito da un siluro.

## Servizio operativo

### Costruzione
Il cacciatorpediniere Arare fu ordinato nell'anno fiscale edito dal governo giapponese nel 1934. La sua chiglia fu impostata nel cantiere navale di Maizuru il 5 marzo 1937 e il varo avvenne il 16 novembre dello stesso anno; fu completato il 15 aprile 1939 All'inizio degli anni quaranta la nave formò con il gemello Kasumi, lo Shiranui e il Kagero (gli ultimi due appartenenti alla classe Kagero) la 18ª Divisione cacciatorpediniere, dipendente dalla 2ª Squadriglia della 2ª Flotta.

### 1941-1942
Passato al comando del capitano di fregata Tomoe Ogata all'inizio degli anni quaranta, nel novembre 1941 l'Arare e la 18ª Divisione furono prestati alla 1ª Squadriglia operante in seno alla 1ª Flotta aerea del viceammiraglio Chūichi Nagumo, incaricata di condurre l'Attacco di Pearl Harbor. Il 18 del mese lasciarono la baia di Saeki e il 22 raggiunsero le portaerei a Etorofu nelle isole Curili. Nel corso della navigazione verso la base statunitense e dell'attacco del 7 dicembre, lo Arare e le unità gregarie rimasero a guardia della squadra di rifornimento formata da otto petroliere, quindi si ricongiusero alle altre navi della flotta e il 24 gettarono le ancore a Kure. L'8 gennaio 1942 la 1ª Flotta aerea partì per dare supporto alle molteplici operazioni anfibie nel Pacifico meridionale: l'Arare rimase a difesa della 1ª Divisione portaerei (Akagi, Kaga) mentre i gruppi imbarcati bombardavano il 20 gennaio Rabaul in Nuova Britannia; due giorni affiancò le due grandi unità nella guardia all'invasione di Rabaul e le riaccompagnò alla base navale di Truk il 27 per fare rifornimento, ma il 1º febbraio la 1ª Divisione fu lanciata all'inseguimento delle task force statunitensi che avevano colpito alcune posizioni nelle isole Marshall; l'Arare seguì le portaerei ma non fu effettuato alcun contatto e, quindi, le navi tutte rientrarono l'8 alle isole Palau. Qui giunse anche il resto della 1ª Flotta aerea e il giorno successivo l'Arare e l''Akigumo partirono di scorta alla portaerei Zuikaku, toccando Yokosuka il 13: l'Arare rimase per oltre un mese nel Mare interno di Seto, coinvolto in esercitazioni e saltuarie operazioni di pattugliamento.
Il 17 marzo, assieme al Kagero e all'Akigumo, fu incaricato di proteggere la 5ª Divisione portaerei (Shokaku, Zuikaku) nello spostamento alla baia Staring a Celebes, dove si stava raccogliendo la squadra di Nagumo per lanciare un importante attacco nell'Oceano Indiano. La traversata si concluse senza incidenti il 24 marzo, il 27 l'operazione ebbe inizio e l'Arare, così come il resto della divisione d'appartenenza, fu assegnato alla difesa ravvicinata delle portaerei, i cui velivoli nella prima decade di aprile bombardarono Colombo, Trincomalee e colarono a picco svariate navi da guerra britanniche. A metà aprile il cacciatorpediniere ripiegò con tutte le altre unità e il 23 si ancorò all'arsenale di Kure, dove fu oggetto di una revisione completa. Il 21 maggio, di nuovo integrato nella 2ª Squadriglia della 2ª Flotta, lasciò la baia di Hashirajima e raggiunse il 25 Saipan, base di partenza del convoglio d'invasione per l'atollo di Midway e delle relative forze di supporto. Comunque l'Arare non ebbe alcun ruolo nella battaglia del 4-6 giugno e, dopo la disfatta nipponica, riaccompagnò i trasporti a Truk; il 17 giugno proseguì verso Kure con il resto della 18ª Divisione, di scorta alla 7ª Divisione incrociatori (Suzuya, Kumano) e a una petroliera.

### L'affondamento
Il 28 giugno l'Arare, lo Shiranui e il Kasumi lasciarono la città di Kure a fianco della nave appoggio idrovolanti Chiyoda, incaricata di recare un gruppo di velivoli alla guarnigione di Kiska nelle isole Aleutine. La piccola squadra arrivò il 4 luglio e si fermò a pochi chilometri dal porto naturale sulla costa est. Il giorno successivo il sommergibile USS Growler si avvicinò senza essere localizzato e rilasciò un fascio di siluri contro i tre cacciatorpediniere. Un singolo ordigno esplose a centronave dell'Arare e si verificò uno scoppio tale che la nave si spezzò in due e affondò nell'arco di pochi minuti, a sole 7 miglia dal riparo offerto dalla rada di Kiska (52°00′N 177°40′E). Il disastro subitaneo costò la vita a 104 uomini, mentre quarantadue sopravvissuti furono recuperati dalle acque da alcune lance messe in mare dallo Shiranui, parimenti devastato dall'attacco: tra essi figurava il comandante Ogata.
L'Arare fu depennato il 31 luglio 1942 dalla lista del naviglio in servizio con la Marina imperiale.